# ジョセフ・ダンフォード
ジョセフ・フランシス・ダンフォード・ジュニア（Joseph Francis Dunford Jr., 1955年12月8日 - ）は、アメリカ合衆国の海兵隊員。階級は海兵隊大将。第19代アメリカ統合参謀本部議長。第36代アメリカ海兵隊総司令官。
海兵隊総司令官に上る以前は、国際治安支援部隊司令官を務めていた（2013年2月 - 2014年8月）。また彼は、2003年のイラク戦争時に、第5海兵連隊などの指揮を執った。アメリカ上院は、2015年7月29日にダンフォード大将が第19代のアメリカ統合参謀本部議長に就任することを承認し、2015年10月1日にアメリカ軍最高位の軍人となった。

## 経歴
1955年12月8日にマサチューセッツ州ボストンで生まれ、クインシーで育った。アイルランド系アメリカ人で、熱心なカトリック教徒であった。彼は1973年にボストンカレッジ高校を卒業し、次いで1977年にセントマイケルズ大学を卒業した。大学を卒業した月に、士官としてアメリカ海兵隊に入隊した。入隊後、アメリカ陸軍大学と、アメリカ陸軍レンジャー学校、アメリカ陸軍空挺学校、アメリカ海兵隊指揮幕僚大学水陸機動戦学校を卒業した。彼は、ジョージタウン大学より行政学の学術修士を、タフツ大学のフレッチャー法律外交大学院より国際関係論の学術修士学位をそれぞれ受けている。
2015年5月5日、バラク・オバマ大統領は、次の統合参謀本部議長にダンフォードを指名した。その後、上院がダンフォードの議長就任について同意し、これを受けて9月25日にマーティン・デンプシー陸軍大将から職務を引き継ぎ、10月1日に正式に議長に就任した。彼の議長就任により、ダンフォードは海兵隊員として初めて、海兵隊副司令官、海兵隊総司令官、統合参謀本部議長を歴任することになった。また、副議長にはアメリカ輸送軍司令官のポール・セルバ空軍大将が就任した。
2015年11月4日、訪日。キャロライン・ケネディ駐日米国大使とともに安倍晋三首相を表敬訪問した。
2018年12月8日、ドナルド・トランプ大統領は、ダンフォードの解任と後任にマーク・ミリー陸軍参謀総長をあてる人事をツイッターで発表した。ダンフォードの任期は2019年10月までとなっていたが、繰り上げられることとなった。
2020年11月、旭日大綬章受章。

## 勲章
ダンフォード大将が受けた勲章等は、次の通りである。
|  |             |                         |             |
|  |             | Bronze oak leaf cluster |             |
|  | Gold star   |                         |             |
|  |             | Bronze oak leaf cluster |             |
|  | Bronze star | Bronze star             | Bronze star |
|  |             |                         |             |
|  |             |                         |             |